# 卵泡期

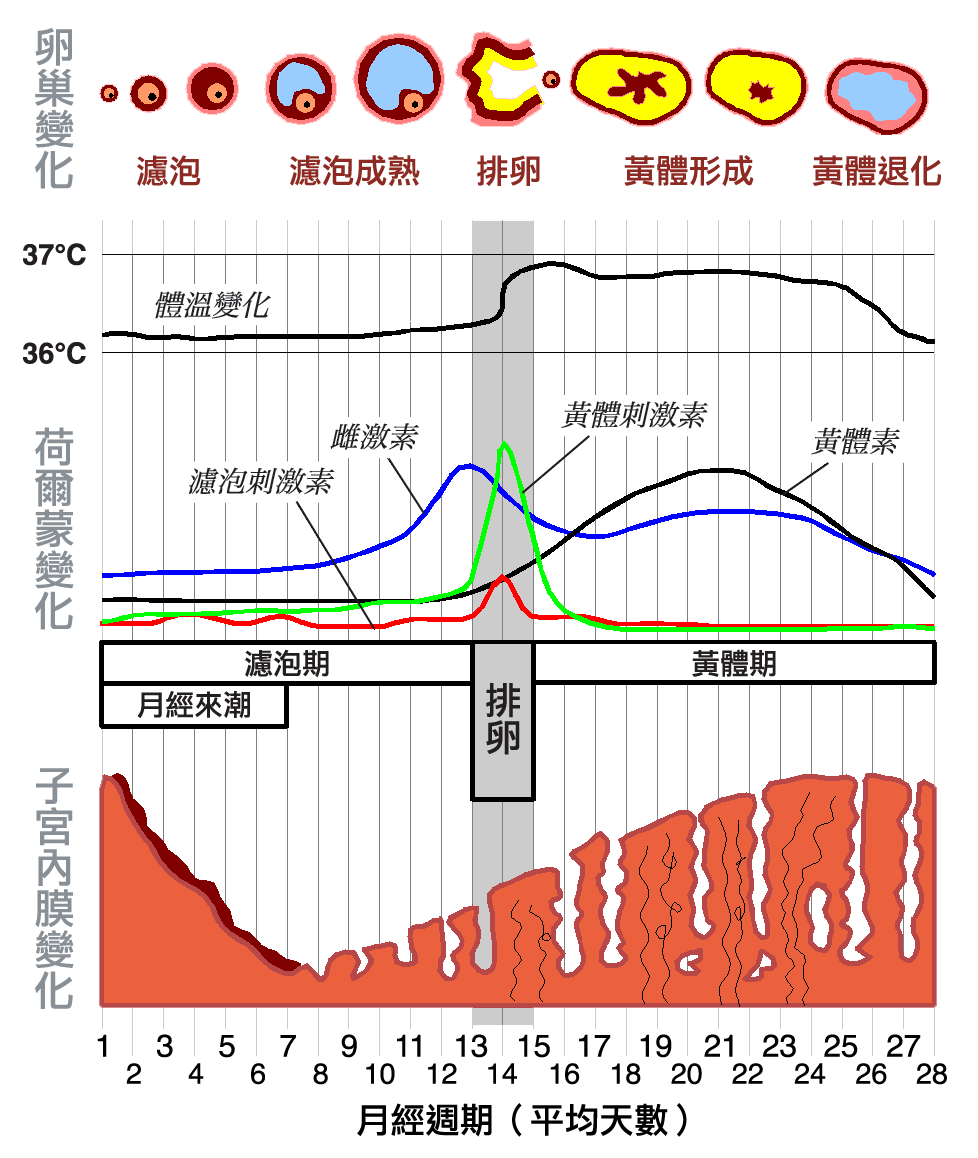
月经示意图

卵泡期（又名增殖期）是动情周期中的一个重要阶段（在人类以及灵长类动物之间称为月经周期）。此间卵泡会在卵巢中逐渐成熟。最终的排卵标志着卵泡期的结束。雌二醇是控制卵泡期的主导激素。
下面主要介绍的是有关人类女性的卵泡期。

## 激素的活动

### 卵泡刺激素
卵泡刺激素（follicle stimulating hormone，简称FSH）由脑垂体前叶负责分泌。卵泡刺激素的分泌量在卵泡期的第一周就达到了最高峰，并且占取了不可或缺的地位。随着卵泡刺激素浓度的提升，五至七个处于第三阶段的卵泡（也就是囊状卵泡、囊腔卵泡）被卷入到月经周期中。這些卵泡合稱為卵泡簇（cohort）。
在卵泡生成程序的作用下处于成长状态巅峰的卵泡，相互之间會争夺显性地位（優勢）。卵泡刺激素成为了在这期间使卵泡增长的最基本要素。卵泡刺激素同时通过激活芳香化酶和p450酶，进而引起雌激素的分泌。雌激素则启动了子宫内膜的增厚程序。组织学上称这个为子宫内膜增生。雌激素同时刺激位于子宫颈中的腺窝分泌粘液。这些粘液降低了阴道的酸性。为精子的输入创造了一个更加周到的环境。精子也会在这些粘液的引导下通过子宫颈，并在输卵管末端等待排卵的到来（这种粘液的出现，也同时使正在执行自然避孕法的女性获知了排卵的到来）。卵泡刺激素同时降低了促性腺激素释放激素（GnRH）的分泌。

### 黄体刺激素
卵泡刺激素同时引起粒层细胞的增生，并且激活了位于粒层细胞膜上的黄体刺激素（LH）接收器。雌激素的浓度在黄体刺激素到来之前达到了最高峰。在黄体激素的到来与排卵的发生之间，短期的甾类激素下跌也有可能引起月经中期的出血。
由脑垂体前叶分泌的黄体刺激素开始被刚刚到达排卵前期的卵泡吸收。黄体刺激素刺激成长中的卵泡分泌雌二醇，一种用于抑制脑垂体分泌卵泡刺激素的雌激素。由于卵泡刺激素的供给逐渐减少，非显性地位的卵泡的生长速度也逐渐降低，直至最终死亡，称为退化。但已经获得了显性地位的卵泡则继续向脑垂体分泌抑制素，进一步打压非显性地位的卵泡。
黄体刺激素通过膜细胞引发雄激素的合成，刺激增生，分化，卵泡膜细胞分泌，并且将粒层细胞中的黄体刺激素接收器增加。排卵前期到来的黄体刺激素流刺激首次的卵母细胞减数分裂，并将膜细胞和粒层细胞转变成黄体部分。排卵通常发生在黄体刺激素来临的12至16小时后。

## 卵泡发育波
从第三阶段的卵泡的补给到排卵所需的时间大约是一周，构成了28天月经的第5天到第14天。无论如何，卵泡期的延长也很常见，甚至有时没有显性卵泡被选中。在这种情况下，通常更多的处于第三阶段的卵泡得到供给，卵泡期重新开始。经过对一些女性进行了月经周期的调查后发现，他们之中没有一个人是经过第一个发育波后就能够排卵的，68%的人在第二个发育波后排卵，32%在第三个发育波后排卵。一些自然避孕法将多重发育波称作分峰，因为通过观察发现，有时子宫颈粘液拴的形状会发生改变。